# Cedarosaurus
Cedarosaurus is een relatief klein plantenetend sauropode geslacht van de dinosauriërfamilie Brachiosauridae (orde Saurischia, onderorde Sauropodomorpha, klade Neosauropoda, klade Titanosauriformes). Het holotype DMNH 39045 bevindt zich in het Denver Museum of Nature and Science. Cedarosaurus vertoont overeenkomsten met Eucamerotus foxi (Titanosauriformes incertae sedis) van de Wessex Formation (Zuid-Engeland) en met Brachiosaurus altithorax Riggs, 1903 van de Morrison-formatie (Colorado, VS). De enige benoemde soort is Cedarosaurus weiskopfae Tidwell et al., 1999 uit het Barremien (Onder-Krijt) van de Dalton Wells Dinosaur Quarry in de Amerikaanse staat Utah (Cedar Mountain Formation). 

## Vondst en naamgeving
Deze brachiosauride werd in 1996 in versteende modder ("mudstone") ontdekt door Billy Kinneer, een vrijwilliger van het Denver Museum of Nature and Science, in de Yellow Cat Quarry in Grand County. Het skelet werd door een veldploeg van 21 mensen gedurende een periode van twee jaar opgegraven uit een laag van de Yellow Cat Member van de Cedar Mountain Formation.
In 1999 benoemden Virginia Tidwell, Kenneth Carpenter en William Brooks de typesoort Cedarosaurus weiskopfae. De geslachtsnaam verwijst naar de Cedar Mountain Formation. De soortaanduiding eert wijlen Carol Weiskopf, een verzamelaarster en preparateur van het museum.
Er was oorspronkelijk slechts één specimen bekend, het holotype DMNH 39045. Het specimen lag deels in anatomisch verband en de meeste beenderen waren bewaard gebleven, behalve de schedel, de nekwervels en het sacrum. Het bestaat uit een reeks van acht ruggenwervels, vijfentwintig staartwervels, zeven ribben, chevrons, de schoudergordel, beide borstbeenderen, het rechteropperarmbeen, het rechterspaakbeen, de rechterellepijp, het vierde rechtermiddenhandsbeen, de schaambeenderen, de zitbeenderen, de dijbeenderen, het rechterscheenbeen, het eerste tweede en vijfde rechtermiddenvoetsbeenderen en vier teenkootjes waaronder drie voetklauwen. Ongeveer 45% van het skelet is bekend. Het skelet lag uitgestrekt op de buik met uiteenwijkende schouderbladen, en daarop lagen de ruggenwervels in anatomisch verband op hun rechterzijde. Ook vele voorste staartwervels werden in anatomisch verband aangetroffen. De rechterledematen zijn bijna volledig, op de fibula en verschillende hand- en voetbeenderen na. Dit specimen was een volwassen dier, wat blijkt uit onder meer de samenvoeging van het schouderblad met het ravenbeksbeen. Vele beenderen zijn sterk verweerd. Van de linkerkant van het skelet bleef alleen het proximale deel van het dijbeen bewaard, de rest verdween door erosie. Beenfragmenten op de beschadigde oppervlakken tonen aan dat het skelet eerst gedeeltelijk door sediment van een nabije waterloop overdekt werd. Delen van het skelet die nog niet door sediment overdekt waren, verweerden en werden vertrappeld, waardoor de linkerkant van de meeste wervels, de distale uiteinden van beide schouderbladen en de volledige laterale zijde van het rechterdijbeen vernietigd werden. Wat later werd het geërodeerde deel van het skelet door sediment overdekt.
In 2012 wees Michael D. D'Emic een vrijwel compleet linkeronderbeen aan Cedarosaurus toe, specimen FMNH PR 977 bij Decatur, Wise County, Texas gevonden. Het was in 1975 en 1989 beschreven als een Pleurocoelus sp. Dit exemplaar stamt echter uit de Paluxy Church Formation die dateert uit het jongere Albien.

## Beschrijving
Cedarosaurus is een middelgrote sauropode. In 2010 schatte Gregory S. Paul de lichaamslengte op vijftien meter, het gewicht op tien ton.
Als onderscheidende kenmerken werden aangegeven dat de voorste gewrichtsfacetten van de voorste staartwervels sterk uitgehold waren; dat de voorste staartwervels geen ontwikkelde hyposfenen hebben, secundaire achterste gewrichtsuitsteeksels; dat de middelste staartwervels scherpe richels hebben lopen langs de zijden van de wervelboog; dat het opperarmbeen 2% langer is dan het dijbeen; dat het opperarmbeen een lager geplaatste deltopectorale kam heeft dan Brachiosaurus of Pleurocoelus; dat het opperarmbeen robuuster is dan bij Brachiosaurus; dat er een naar achteren uitstekende condyle is op de ellepijp; dat bij de ellepijp een groeve de onderste condyle scheidt van de zijwand; dat een verticale richel aan de buitenzijde van het slanke spaakbeen, in de richting van de ellepijp, onderaan eindigt in een uitstekende verruwing; en dat het ondervlak van het spaakbeen rechthoekig en plat is in plaats van licht bol zoals bij alle andere sauropoden. Latere onderzoekers hebben erop gewezen dat de combinatie van een holle voorkant met een platte achterkant bij veel sauropoden voorkomt waaronder Brachiosaurus en Camarasaurus.
In 2012 stelde D'Emic na bestudering van het holotype nog twee unieke afgeleide eigenschappen vast, autapomorfieën: aan de voorkant van het spaakbeen bevindt zich een bult, op een derde van de schachthoogte van het bovenvlak af gemeten; het tweede middenvoetsbeen heeft aan beide zijden een uitstekend bultje, ter hoogte van het midden van de schacht. Daarnaast nam hij twee autapomorfieën waar die gedeeld werden met specimen FMNH PR 977 en de basis vormden voor de toewijzing van dat exemplaar aan Cedarosaurus: het vijfde middenvoetsbeen is bovenaan maar licht verbreed; het vijfde middenvoetsbeen is anderhalfmaal langer dan het eerste middenvoetsbeen. Mocht de toewijzing correct zijn dan leverde dat nog eens twee autapomorfieën op die alleen bij FMNH PR 977 gecheckt konden worden: er zijn vier goed ontwikkelde voetklauwen aanwezig in plaats van dat de vierde klauw gereduceerd is zoals bij andere Eusauropoda; het vijfde middenvoetsbeen draagt een teen van één kootje.
De onderarm en middenhand van Cedarosaurus zijn erg slank gebouwd. Ook het opperarmbeen is tamelijk langgerekt, naar schatting 1,6 meter lang bij een schachtdoorsnede van achttien centimeter. Het is naar schatting langer dan het dijbeen — beide elementen zijn niet compleet bewaard — en de voorpoten zijn langer dan de achterpoten. De rug liep daardoor naar voren op. Het opperarmbeen heeft een afgeronde buitenste bovenhoek. De ellepijp heeft een lage processus olecrani en op het bovenvlak een haaks gericht zijuitsteeksel. Over de achterkant van het spaakbeen lopen twee verticale richels. De borstbeenderen zijn langwerpig. In het dijbeen is de trochanter major ingesprongen ten opzichte van de dijbeenkop. Het vijfde middenvoetsbeen is ook langer dan het tweede en derde middenvoetsbeen. Bij de ruggenwervels zijn de pleurocoelen lensvormig en verdeeld door een richel. De pneumatisering resulteert in kleine luchtkamertjes. De staart moet relatief kort geweest zijn. De middelste staartwervels hebben de eigenaardigheid dat hun doornuitsteeksels schuin naar voren steken. Zowel hun voorste als achterste gewrichtsvlakken hellen naar voren.

### Gastrolieten
In 2001 publiceerden Carpenter, Frank Sanders en Kim Manley een studie over 115 gastrolieten die in het gebied van de buik van Cedarosaurus aangetroffen werden. De stenen werden als maagstenen geïdentificeerd omdat ze in de vorm van een compacte stapel gevonden werden, wat betekent dat zij afgezet werden toen het karkas nog weke delen had. De hoge polijstingsgraad is dezelfde als die van gastrolieten van andere soorten Dinosauria. In totaal wegen de gastrolieten zeven kilogram.

## Fylogenie
Cedarosaurus werd in 1999 in de Brachiosauridae geplaatst. Latere exacte cladistische studies, om te beginnen die van Paul Upchurch uit 2004, hebben dit bevestigd. Een enkele studie vond Cedarosaurus echter als een basaal lid van de Titanosauria, als een verwant van Phuwiangosaurus en Andesaurus.
D'Emic gaf in 2011 het volgende kladogram:
|  | Brachiosaurus                                                                               |
|  |                                                                                             |
|  | \| \| Abydosaurus \| \| \| \| \| \| Cedarosaurus \| \| \| \| \| \| Venenosaurus \| \| \| \| |
|  |                                                                                             |
|  | Abydosaurus                                                                                 |
|  |                                                                                             |
|  | Cedarosaurus                                                                                |
|  |                                                                                             |
|  | Venenosaurus                                                                                |
|  |                                                                                             |

|  | Abydosaurus  |
|  |              |
|  | Cedarosaurus |
|  |              |
|  | Venenosaurus |
|  |              |

|  | Brachiosaurus                                                                               |
|  |                                                                                             |
|  | \| \| Abydosaurus \| \| \| \| \| \| Cedarosaurus \| \| \| \| \| \| Venenosaurus \| \| \| \| |
|  |                                                                                             |
|  | Abydosaurus                                                                                 |
|  |                                                                                             |
|  | Cedarosaurus                                                                                |
|  |                                                                                             |
|  | Venenosaurus                                                                                |
|  |                                                                                             |

|  | Abydosaurus  |
|  |              |
|  | Cedarosaurus |
|  |              |
|  | Venenosaurus |
|  |              |

|  | Brachiosaurus                                                                               |
|  |                                                                                             |
|  | \| \| Abydosaurus \| \| \| \| \| \| Cedarosaurus \| \| \| \| \| \| Venenosaurus \| \| \| \| |
|  |                                                                                             |
|  | Abydosaurus                                                                                 |
|  |                                                                                             |
|  | Cedarosaurus                                                                                |
|  |                                                                                             |
|  | Venenosaurus                                                                                |
|  |                                                                                             |

|  | Abydosaurus  |
|  |              |
|  | Cedarosaurus |
|  |              |
|  | Venenosaurus |
|  |              |

|  | Brachiosaurus                                                                               |
|  |                                                                                             |
|  | \| \| Abydosaurus \| \| \| \| \| \| Cedarosaurus \| \| \| \| \| \| Venenosaurus \| \| \| \| |
|  |                                                                                             |
|  | Abydosaurus                                                                                 |
|  |                                                                                             |
|  | Cedarosaurus                                                                                |
|  |                                                                                             |
|  | Venenosaurus                                                                                |
|  |                                                                                             |

|  | Abydosaurus  |
|  |              |
|  | Cedarosaurus |
|  |              |
|  | Venenosaurus |
|  |              |

## Voetnoten
1. ↑  Hulke, 1871; Blows, 1995.
2. ↑  Sanders & Carpenter, 1998